# 鹿子町
鹿子町（かのこちょう）は、愛知県名古屋市千種区の地名。現行行政地名は鹿子町1丁目から鹿子町7丁目。住居表示未実施。

## 地理
名古屋市千種区東部に位置する。東は東明町、西は橋本町、南は清住町、北は猫洞通に接する。

## 歴史

### 地名の由来
田代町の字鹿子殿に由来する。鹿子殿の字は、「かのこでん」と読んでいるが、明治時代当時の字を記録した『愛知県地名収攬』においては「かごとの」との読みで収録されている。猫が洞下池の東側の稲葉越にあった「かご池」の名に由来する地名であるという説があるものの、広範囲を指す地名であることからその説に対しての疑問を呈する意見もある。別の説として、雑木がまばらな状態を示したともいう。

### 沿革
- 1945年（昭和20年）9月20日 - 千種区田代町の一部により同区鹿子町として成立[1]。
- 1948年（昭和23年） - 浄教寺が当地に移転[4]。

## 世帯数と人口
2019年（平成31年）1月1日現在の世帯数と人口は以下の通りである。
| 町丁   | 世帯数  | 人口    |
| ------ | ------- | ------- |
| 鹿子町 | 924世帯 | 2,100人 |

### 人口の変遷
国勢調査による人口の推移
| 1950年（昭和25年） | 467人   | [ 5 ]     |  |
| 1955年（昭和30年） | 741人   | [ 5 ]     |  |
| 1960年（昭和35年） | 1,172人 | [ 6 ]     |  |
| 1965年（昭和40年） | 1,390人 | [ 6 ]     |  |
| 1970年（昭和45年） | 1,693人 | [ 7 ]     |  |
| 1975年（昭和50年） | 2,089人 | [ 7 ]     |  |
| 1980年（昭和55年） | 2,008人 | [ 8 ]     |  |
| 1985年（昭和60年） | 1,979人 | [ 8 ]     |  |
| 1990年（平成2年）  | 1,943人 | [ 9 ]     |  |
| 1995年（平成7年）  | 1,815人 | [ 10 ]    |  |
| 2000年（平成12年） | 1,713人 | [ WEB 6 ] |  |
| 2005年（平成17年） | 2,061人 | [ WEB 7 ] |  |
| 2010年（平成22年） | 2,186人 | [ WEB 8 ] |  |

## 学区
市立小・中学校に通う場合、学校等は以下の通りとなる。また、公立高等学校に通う場合、学区は以下の通りとなる。
| 番・番地等 | 小学校               | 中学校               | 高等学校 |
| ---------- | -------------------- | -------------------- | -------- |
| 全域       | 名古屋市立東山小学校 | 名古屋市立東星中学校 | 尾張学区 |

## 施設
- 浄土宗東月院[2]
- 浄土真宗本願寺派浄教寺[2]

## その他

### 日本郵便
- 郵便番号 : 464-0033[WEB 3]（集配局：千種郵便局[WEB 11]）。

### WEB
1. 1 2  “愛知県名古屋市千種区の町丁・字一覧”.   人口統計ラボ. 2016年1月29日閲覧。
2. 1 2  “町・丁目(大字)別、年齢(10歳階級)別公簿人口(全市・区別)”.   名古屋市 (2019年1月23日). 2019年1月23日閲覧。
3. 1 2  “郵便番号”.  日本郵便. 2019年1月6日閲覧。
4. ↑  “市外局番の一覧”.   総務省. 2019年1月6日閲覧。
5. ↑  名古屋市役所市民経済局地域振興部住民課町名表示係 (2015年10月21日). “千種区の町名一覧”.   名古屋市. 2016年1月29日閲覧。
6. ↑  名古屋市役所総務局企画部統計課統計係 (2005年7月1日). “（刊行物）名古屋の町(大字)・丁目別人口 (平成12年国勢調査) (8)千種区(第1表から第3表)” (xls). 2015年10月15日閲覧。
7. ↑  名古屋市役所総務局企画部統計課統計係 (2007年6月27日). “（刊行物）名古屋の町(大字)・丁目別人口 (平成17年国勢調査) (8)千種区(第1表から第3表）” (xls). 2015年10月15日閲覧。
8. ↑  名古屋市役所総務局企画部統計課統計係 (2012年4月22日). “（刊行物）名古屋の町(大字)・丁目別人口 (平成22年国勢調査) (8)千種区(第1表から第3表）” (xls). 2015年10月15日閲覧。
9. ↑  “市立小・中学校の通学区域一覧”.   名古屋市 (2018年11月10日). 2019年1月14日閲覧。
10. ↑  “平成29年度以降の愛知県公立高等学校（全日制課程）入学者選抜における通学区域並びに群及びグループ分け案について”.   愛知県教育委員会 (2015年2月16日). 2019年1月14日閲覧。
11. ↑  郵便番号簿 平成29年度版 - 日本郵便. 2019年01月06日閲覧 (PDF)

### 書籍
1. 1 2  名古屋市計画局 1992, p. 731.
2. 1 2 3 4  「角川日本地名大辞典」編纂委員会 1989, p. 1465.
3. 1 2 3 4  名古屋市計画局 1992, p. 100.
4. ↑  「角川日本地名大辞典」編纂委員会 1989, p. 396.
5. 1 2  名古屋市総務局企画室統計課 1957, p. 72.
6. 1 2  名古屋市総務局企画部統計課 1967, p. 67.
7. 1 2  名古屋市総務局統計課 1977, p. 41.
8. 1 2  名古屋市総務局統計課 1986, p. 16.
9. ↑  名古屋市総務局企画部統計課 1991, p. 4.
10. ↑  名古屋市総務局企画部統計課 1996, p. 7.

### 統計資料
- 名古屋市総務局企画室統計課 編『昭和31年版 名古屋市統計年鑑』名古屋市、1957年。
- 名古屋市総務局企画部統計課 編『昭和41年版 名古屋市統計年鑑』名古屋市、1967年。
- 名古屋市総務局統計課 編『昭和51年版 名古屋市統計年鑑』名古屋市、1977年。
- 名古屋市総務局統計課 編『昭和60年国勢調査 名古屋の町・丁目別人口（昭和60年10月1日現在）』名古屋市役所、1986年。
- 名古屋市総務局企画部統計課 編『平成2年国勢調査 名古屋の町（大字）別・年齢別人口（平成2年10月1日現在）』名古屋市役所、1994年。
- 名古屋市総務局企画部統計課 編『平成7年国勢調査 名古屋の町（大字）・丁目別人口（平成7年10月1日現在）』名古屋市役所、1996年。